# Sung Hạ Long
Sung Hạ Long (danh pháp khoa học: Ficus alongensis) là một loài thực vật có hoa trong họ Moraceae. Loài này được François Gagnepain mô tả khoa học đầu tiên năm 1927.